# Крун, Карле Леопольд
Карле Леопольд Крун (Крон) (фин. Kaarle Krohn; 10 мая 1863, Гельсинфорс, Великое княжество Финляндское, Российская империя — 9 июля 1933, Самматти) — финский фольклорист, редактор. Профессор Гельсингфорсского университета (с 1898).
Сын фольклориста Юлиуса Крона (1835—1888), брат композитора Ильмари Генрика Рейнгольда и писательницы Айно Каллас.
Начиная с первых исследований, разрабатывал сравнительный историко-географический метод. В работах об эпосе «Калевала» (ч. 1-6, 1924—1928, и др.) утверждал западно-финское, аристократическое происхождение рун.
Вместе со скандинавским учёными организовал Международную федерацию фольклористов, редактировал её орган «Сообщения товарищества фольклористов» («FFC»).

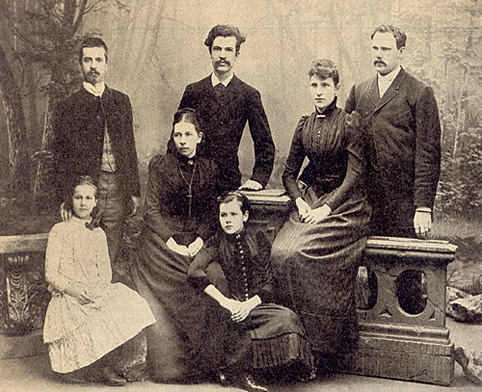
Последний ряд слева направо — Ильмари Крон, Карле, Хельми Крон с Е. Н. Сетяля; спереди Ауне Крон, Хелена (уроджена Клеве) и Айно Каллас